# Don’t Want to Know If You Are Lonely
Don't Want to Know If You Are Lonely – minialbum zespołu Hüsker Dü. Został wydany w marcu 1986 przez wytwórnie Warner Bros. Materiał nagrano między październikiem 1985 a styczniem 1986 w Nicollet Studios w Minneapolis oraz podczas koncertu 30 stycznia 1985 tamże. Minialbum i singel promował płytę Candy Apple Grey.

## Lista utworów

### wersja 12" (minialbum)
1. "Don't Want to Know If You Are Lonely (LP Version)" (G. Hart) – 3:29
2. "All Work and No Play" (B. Mould) – 8:24
3. "Helter Skelter (Live)" (J. Lennon, P. McCartney) – 5:06

### wersja 7" (singel)
1. "Don't Want to Know If You Are Lonely (LP Version)" (G. Hart) – 3:29
2. "All Work and No Play (Edit Mix)" (B. Mould) – 4:08

## Skład
- Bob Mould – śpiew, gitara
- Greg Norton – gitara basowa
- Grant Hart – śpiew, perkusja

produkcja
- Bob Mould – producent
- Grant Hart – producent
- Steven Fjelstad – inżynier dźwięku